# Блонкали
Блонкали (пол. Błąkały, нім. Blindgallen) — село в Польщі, у гміні Дубенінки Ґолдапського повіту Вармінсько-Мазурського воєводства.
Населення — 69 осіб (2011).
У 1975-1998 роках село належало до Сувальського воєводства.

## Демографія
Демографічна структура станом на 31 березня 2011 року:
|          | Загалом | Допрацездатний вік | Працездатний вік | Постпрацездатний вік |
| -------- | ------- | ------------------ | ---------------- | -------------------- |
| Чоловіки | 38      | 7                  | 25               | 6                    |
| Жінки    | 31      | 2                  | 18               | 11                   |
| Разом    | 69      | 9                  | 43               | 17                   |